# アン・クライン
アン・クライン（英: Anne Klein 1923年8月3日 - 1974年3月19日）はアメリカ合衆国の女性ファッションデザイナー。アンクライン・ブランドを立ち上げ、アンクライン社の創設者となった。
彼女の死後、デザイナーズコレクションはダナ・キャランなどの有名デザイナーが引き継ぎ、会社は他社に買収された。2008年1月現在、アンクライン社はジョーンズアパレルグループ(en:Jones Apparel Group)が所有。デザイナーズコレクションは廃止されている。

## 経歴
本名ハンナ・ゴロフスキ（英: Hannah Golofski）として1923年にニューヨークのブルックリンで生まれる。商業校で美術を勉強した後、ファッションデザインの専門学校であるトラファーゲン・スクール・オブ・ファッション(Traphagen School of Fashion)の奨学金を受け1937年から1年間在籍する。1938年15歳で就職し、スケッチャー（コンセプトデザインを手書きとする職業）として若者向けのデザイン画をニューヨーク七番街沿いの店に売り込んでいた。1939年に最初の夫ベン・クライン(Ben Klein)と結婚する。1948年に夫とともに若い女性をターゲットにしたジュニアソフィスティケーツ社(Junior Sophisticates)を設立する。
1958年にクラインと離婚し、1963年にマシュー（愛称 チップ）・ルーベンシュタイン(Matthew “Chip” Rubenstein)と結婚。1967年にはミニスカート用ガードルで特許を取得している。1968年にルーベンシュタインとアンクライン社（アンクライン・ブランド）を立ち上げる。
コティ賞やニーマン・マーカス賞などファッション業界で権威ある賞を複数受賞し、1971年にはコティ賞の殿堂入りまで果たす。しかし1974年に乳癌のため50歳で急死した。

## 死後のアンクライン社
死の翌年、1975年に日本のタキヒヨー(Takihyo)社がアンクライン社を買収する。ブランドのデザインは、クラインの生前からデザインを担当しておりコティ賞の受賞歴もあるダナ・キャランとルイス・デロリオ(Louis Dell’Ollio)などが引き継ぐことになった。
キャランは1980年代中頃にタキヒヨー社の援助で創立した自身のセカンドラインブランドDKNYが大成功を収めたため、1989年に退社した。1999年にタキヒヨー社は6000万ドルでアンクライン事業をキャスパーASL(Kasper ASL)社に売却している（2002年にタキヒヨー社はキャスパー社から日本市場におけるアンクラインのライセンスを獲得している）。2003年キャスパー社が倒産し、裁判所によるオークションで コングロマリットのジョーンズアパレルグループがキャスパー社を丸ごと2億4000万ドルで買収。アンクラインも同アパレルグループの傘下となった。
アンクライン社はクラインの死後、商業的に伸び悩んでおり、ダナ・キャラン退社後もアイザック・フランコ(Isaac Franco)、ケン・コフマン(Ken kaufman)、パトリック・ロビンソン(en:Patrick Robinson (fashion designer))、チャールズ・ノーラン(Charles Nolan)、イサベル・トレド(en:Isabel Toledo)など有名デザイナーが在籍するも数年で辞めてしまうケースが2008年現在まで続いている。
2007年11月20日、ジョーンズアパレルグループは、売り上げ比率が好ましくないことから、アンクラインのデザイナーズコレクションをイサベル・トレドによる2007年リゾートコレクションを最後に廃止（トレドは2008年退社予定）、セカンドラインのアンクライン・ニューヨークやAK アンクラインを中心に事業を進めることを発表した。

## アンクライン・ブランド
アンクラインの商品は、デザイナーズコレクションの下にセカンドライン（ディフュージョン・ブランド 普及版）であるブリッジライン商品、その下にはさらにカジュアルなベターゾーン商品がある。
- デザイナーズコレクション
  - アンクライン
- ブリッジライン
  - アンクライン・ニューヨーク
  - アンクライン II （廃止？）
- ベターゾーン
  - AKアンクライン
  - AK アンクライン・スポーツ（2008年春より）
  - アンクライン 2 （廃止？）